# Sport Club Fortuna Köln 1977-1978
Questa voce raccoglie le informazioni riguardanti il Sport Club Fortuna Köln nelle competizioni ufficiali della stagione 1977-1978.

## Stagione
Nella stagione 1977-1978 il Fortuna Colonia, allenato da Ernst-Günter Habig, Jean Löring e Rudi Faßnacht, concluse il campionato di 2. Bundesliga al 4º posto. In Coppa di Germania il Fortuna Colonia fu eliminato al primo turno dal Normannia Gmünd.

## Rosa
| N. |                     | Ruolo | Calciatore         |
| -- | ------------------- | ----- | ------------------ |
|    | Germania (bandiera) | P     | Arno Domgörgen     |
|    | Germania (bandiera) | P     | Franz-Josef Pauly  |
|    | Germania (bandiera) | D     | Peter Boers        |
|    | Germania (bandiera) | D     | Hans-Günther Kroth |
|    | Germania (bandiera) | D     | Walter Müller      |
|    | Germania (bandiera) | C     | Klaus Albert       |
|    | Irlanda (bandiera)  | C     | Noel Campbell      |
|    | Germania (bandiera) | C     | Horst-Franz Degen  |
|    | Germania (bandiera) | C     | Günther Gall       |
|    | Spagna (bandiera)   | C     | Juan Garcia        |

| N. |                     | Ruolo | Calciatore         |
| -- | ------------------- | ----- | ------------------ |
|    | Germania (bandiera) | C     | Jochen Goll        |
|    | Germania (bandiera) | C     | Hannes Linßen      |
|    | Perù (bandiera)     | A     | Julio Baylón       |
|    | Germania (bandiera) | A     | Hans Fritsche      |
|    | Germania (bandiera) | A     | Volker Graul       |
|    | Germania (bandiera) | A     | Otmar Ludwig       |
|    | Germania (bandiera) | A     | Reinhard Majgl     |
|    | Germania (bandiera) | A     | Karl-Heinz Mödrath |
|    | Germania (bandiera) | A     | Friedhelm Otters   |
|    | Germania (bandiera) | A     | Lothar Wesseler    |

## Organigramma societario
Area tecnica
- Allenatore: Rudi Faßnacht
- Allenatore in seconda:
- Preparatore dei portieri:
- Preparatori atletici:

## Calciomercato

### Sessione estiva
| Acquisti | Acquisti          | Acquisti           | Acquisti |
| R.       | Nome              | da                 | Modalità |
| -------- | ----------------- | ------------------ | -------- |
| C        | Klaus Albert      | Schwarz-Weiß Essen |          |
| A        | Julio Baylón      | Homburg            |          |
| A        | Hans Fritsche     | Schwarz-Weiß Essen |          |
| A        | Volker Graul      | Preußen Münster    |          |
| P        | Franz-Josef Pauly | Hannover 96        |          |

| Cessioni | Cessioni            | Cessioni             | Cessioni |
| R.       | Nome                | a                    | Modalità |
| -------- | ------------------- | -------------------- | -------- |
| D        | Rolf Dohmen         | Karlsruhe            |          |
| A        | Klaus-Dieter Bone   | Alemannia Aquisgrana |          |
| C        | Roland Hattenberger | Stoccarda            |          |
| P        | Helmut Pabst        | Union Solingen       |          |

### Sessione invernale
| Acquisti | Acquisti | Acquisti | Acquisti |
| R.       | Nome     | da       | Modalità |
| -------- | -------- | -------- | -------- |

| Cessioni | Cessioni | Cessioni | Cessioni |
| R.       | Nome     | a        | Modalità |
| -------- | -------- | -------- | -------- |

## Risultati

### 2. Bundesliga

#### Girone di andata
| Arbitro: | Ohmsen |

|                         |           |                                |
| Ludwig 36’ Fritsche 57’ | Marcatori | 43’ (rig.) Bruns 47’ Babington |

| Arbitro: | Reichmann |

|            |           |              |
| Lausen 27’ | Marcatori | 36’ Campbell |

| Arbitro: | Osmers |

|             |           |                                     |
| Pallaks 23’ | Marcatori | 2’ Albert 62’, 64’ Ludwig 74’ Graul |

| Arbitro: | Gathmann |

|                                               |           |            |
| Ludwig 16’, 53’ Graul 76’ (rig.) Fritsche 81’ | Marcatori | 11’ Freund |

| Arbitro: | Wichmann |

|               |           |           |
| Bruckmann 73’ | Marcatori | 57’ Graul |

| Arbitro: | Ahlenfelder |

|                        |           |  |
| Fritsche 25’ Graul 38’ | Marcatori |  |

| Arbitro: | Barnick |

|                        |           |                  |
| Mrosko 57’ (rig.), 85’ | Marcatori | 73’ (rig.) Graul |

| Arbitro: | Redelfs |

|                                     |           |              |
| Ludwig 41’ Mödrath 44’ Fritsche 60’ | Marcatori | 80’ Hrubesch |

| Arbitro: | Wahmann |

|                                          |           |             |
| Runge 9’ Franke 65’ Schmeinck 90’ (rig.) | Marcatori | 13’ Mödrath |

| Arbitro: | Gabor |

|                              |           |                         |
| Fritsche 20’ Ludwig 45’, 86’ | Marcatori | 50’ Funkel 82’ Mattsson |

| Arbitro: | Heymann |

|                                          |           |  |
| Bone 31’ Breuer 63’ (rig.) Kucharski 73’ | Marcatori |  |

| Arbitro: | Pauly |

|           |           |           |
| Graul 67’ | Marcatori | 31’ Greif |

| Arbitro: | Boe |

|           |           |                                    |
| Baake 64’ | Marcatori | 57’ Albert 61’ Baylon 68’ Campbell |

| Arbitro: | Broska |

|                       |           |                      |
| Graul 39’ (rig.), 78’ | Marcatori | 61’ Plücken 80’ Lenz |

| Arbitro: | Burgers |

|                                    |           |            |
| Möhlmann 24’ Grünther 64’ Wolf 80’ | Marcatori | 70’ Otters |

| Arbitro: | Herrmann |

|                                   |           |                        |
| Graul 59’ Fritsche 64’ Müller 67’ | Marcatori | 31’ Kulik 51’ Wehmeyer |

| Arbitro: | Ohmsen |

|                                   |           |                        |
| Berlau-Kirschstein 4’ Klinger 32’ | Marcatori | 10’ Mödrath 57’ Baylon |

| Arbitro: | Zittrich |

|                         |           |              |
| Graul 43’ Goll 50’, 74’ | Marcatori | 60’ Sinnigen |

| Arbitro: | Ahlenfelder |

|                                   |           |                                                  |
| Eilenfeldt 33’ Peitsch 48’ (rig.) | Marcatori | 39’, 83’ Mödrath 49’ (aut.) Eilenfeldt 90’ Degen |

#### Girone di ritorno
| Arbitro: | Niemann |

|                                                                |           |                         |
| Bruns 20’ (rig.) Hammes 24’ Bachorz 38’ Schmitt 61’ Horsch 84’ | Marcatori | 10’ Ludwig 19’ Fritsche |

| Arbitro: | Wahmann |

|                      |           |             |
| Müller 26’ Graul 49’ | Marcatori | 48’ Pröpper |

| Arbitro: | Horeis |

|                                           |           |                 |
| Graul 26’ (rig.) Mödrath 59’ Fritsche 61’ | Marcatori | 54’ Heddinghaus |

| Arbitro: | Richter |

|            |           |                                   |
| Freund 54’ | Marcatori | 52’ Graul 57’ Linßen 83’ Fritsche |

| Arbitro: | Hennig |

|             |           |  |
| Mödrath 16’ | Marcatori |  |

| Arbitro: | Boe |

|             |           |            |
| Jürgens 42’ | Marcatori | 75’ Albert |

| Arbitro: | Schütte |

|                       |           |                   |
| Mödrath 18’, 22’, 59’ | Marcatori | 37’ (rig.) Mrosko |

| Arbitro: | Waltert |

|                   |           |             |
| Hrubesch 70’, 83’ | Marcatori | 80’ Mödrath |

| Arbitro: | Risse |

|                                              |           |                          |
| Mödrath 26’ Wesseler 32’ Majgl 77’ Graul 89’ | Marcatori | 24’ Tänzer 42’ Montelett |

| Arbitro: | Teichert |

|                     |           |  |
| Mattsson 82’ (rig.) | Marcatori |  |

| Arbitro: | Barnick |

|           |           |          |
| Graul 32’ | Marcatori | 72’ Bone |

| Arbitro: | Ohmsen |

|                        |           |                         |
| Schäfer 23’ Hußner 67’ | Marcatori | 55’ Fritsche 75’ Ludwig |

| Arbitro: | Broska |

|                      |           |                |
| Müller 45’ Graul 62’ | Marcatori | 44’ Berkemeier |

| Arbitro: | Richter |

|  |           |                            |
|  | Marcatori | 11’, 54’ Baylon 90’ Linßen |

| Arbitro: | Redelfs |

|                                            |           |                        |
| Goll 31’ Müller 37’ Mödrath 81’ Ludwig 90’ | Marcatori | 33’, 45’ Wolf 80’ Gede |

| Arbitro: | Schmidt |

|                                         |           |           |
| Winskowsky 53’ Wehmeyer 70’ Lüttges 83’ | Marcatori | 49’ Graul |

| Arbitro: | Meijerink |

|                            |           |                                  |
| Mödrath 24’, 45’ Graul 47’ | Marcatori | 56’ (rig.) Klausmann 63’ Mattner |

| Arbitro: | Hennig |

|                       |           |                          |
| Brücken 8’ Scheer 46’ | Marcatori | 37’ Mödrath 63’ Fritsche |

| Arbitro: | Horstmann |

|  |           |                          |
|  | Marcatori | 40’ Schröder 61’ Peitsch |

### Coppa di Germania
| Arbitro: | Tritschler |

|                 |           |  |
| Bleuel 68’, 90’ | Marcatori |  |

## Statistiche

### Statistiche di squadra
| Competizione      | Punti | In casa | In casa | In casa | In casa | In casa | In casa | In trasferta | In trasferta | In trasferta | In trasferta | In trasferta | In trasferta | Totale | Totale | Totale | Totale | Totale | Totale | DR  |
| Competizione      | Punti | G       | V       | N       | P       | Gf      | Gs      | G            | V            | N            | P            | Gf           | Gs           | G      | V      | N      | P      | Gf     | Gs     | DR  |
| ----------------- | ----- | ------- | ------- | ------- | ------- | ------- | ------- | ------------ | ------------ | ------------ | ------------ | ------------ | ------------ | ------ | ------ | ------ | ------ | ------ | ------ | --- |
| 2. Bundesliga     | 48    | 19      | 14      | 4       | 1       | 46      | 26      | 19           | 5            | 6            | 8            | 33           | 36           | 38     | 19     | 10     | 9      | 79     | 62     | +17 |
| Coppa di Germania | -     | 0       | 0       | 0       | 0       | 0       | 0       | 1            | 0            | 0            | 1            | 0            | 2            | 1      | 0      | 0      | 1      | 0      | 2      | -2  |
| Totale            | 48    | 19      | 14      | 4       | 1       | 46      | 26      | 20           | 5            | 6            | 9            | 33           | 38           | 39     | 19     | 10     | 10     | 79     | 64     | +15 |

### Andamento in campionato
| Giornata  | 1 | 2  | 3 | 4 | 5 | 6 | 7 | 8 | 9 | 10 | 11 | 12 | 13 | 14 | 15 | 16 | 17 | 18 | 19 | 20 | 21 | 22 | 23 | 24 | 25 | 26 | 27 | 28 | 29 | 30 | 31 | 32 | 33 | 34 | 35 | 36 | 37 | 38 |
| --------- | - | -- | - | - | - | - | - | - | - | -- | -- | -- | -- | -- | -- | -- | -- | -- | -- | -- | -- | -- | -- | -- | -- | -- | -- | -- | -- | -- | -- | -- | -- | -- | -- | -- | -- | -- |
| Luogo     | C | T  | T | C | T | C | T | C | T | C  | T  | C  | T  | C  | T  | C  | T  | C  | T  | T  | C  | C  | T  | C  | T  | C  | T  | C  | T  | C  | T  | C  | T  | C  | T  | C  | T  | C  |
| Risultato | N | N  | V | V | N | V | P | V | P | V  | P  | N  | V  | N  | P  | V  | N  | V  | V  | P  | V  | V  | V  | V  | N  | V  | P  | V  | P  | N  | N  | V  | V  | V  | P  | V  | N  | P  |
| Posizione | 9 | 12 | 5 | 2 | 2 | 1 | 4 | 2 | 6 | 5  | 6  | 6  | 5  | 5  | 7  | 5  | 5  | 5  | 4  | 6  | 5  | 5  | 2  | 2  | 2  | 2  | 2  | 2  | 2  | 2  | 3  | 3  | 3  | 2  | 3  | 2  | 3  | 4  |

Legenda:

Luogo: C = Casa; T = Trasferta. Risultato: V = Vittoria; N = Pareggio; P = Sconfitta.

### Statistiche dei giocatori
| Giocatore    | 2. Bundesliga | 2. Bundesliga | 2. Bundesliga | 2. Bundesliga | Coppa di Germania | Coppa di Germania | Coppa di Germania | Coppa di Germania | Totale   | Totale | Totale      | Totale     |
| Giocatore    | Presenze      | Reti          | Ammonizioni   | Espulsioni    | Presenze          | Reti              | Ammonizioni       | Espulsioni        | Presenze | Reti   | Ammonizioni | Espulsioni |
| ------------ | ------------- | ------------- | ------------- | ------------- | ----------------- | ----------------- | ----------------- | ----------------- | -------- | ------ | ----------- | ---------- |
| K. Albert    | 33            | 3             | 3             | 0             | 1                 | 0                 | 0                 | 0                 | 34       | 3      | 3           | 0          |
| J. Baylon    | 21            | 4             | 0             | 0             | 0                 | 0                 | 0                 | 0                 | 21       | 4      | 0           | 0          |
| P. Boers     | 23            | 0             | 3             | 1             | 1                 | 0                 | 0                 | 0                 | 24       | 0      | 3           | 1          |
| N. Campbell  | 20            | 2             | 2             | 0             | 0                 | 0                 | 0                 | 0                 | 20       | 2      | 2           | 0          |
| H. Degen     | 27            | 1             | 1             | 1             | 1                 | 0                 | 0                 | 0                 | 28       | 1      | 1           | 1          |
| R. Dohmen    | 4             | 0             | 0             | 0             | 0                 | 0                 | 0                 | 0                 | 4        | 0      | 0           | 0          |
| A. Domgörgen | 0             | 0             | 0             | 0             | 0                 | 0                 | 0                 | 0                 | 0        | 0      | 0           | 0          |
| H. Fritsche  | 28            | 11            | 3             | 0             | 1                 | 0                 | 0                 | 0                 | 29       | 11     | 3           | 0          |
| G. Gall      | 3             | 0             | 0             | 0             | 0                 | 0                 | 0                 | 0                 | 3        | 0      | 0           | 0          |
| J. Garcia    | 0             | 0             | 0             | 0             | 0                 | 0                 | 0                 | 0                 | 0        | 0      | 0           | 0          |
| J. Goll      | 35            | 3             | 5             | 0             | 1                 | 0                 | 0                 | 0                 | 36       | 3      | 5           | 0          |
| V. Graul     | 38            | 18            | 5             | 0             | 1                 | 0                 | 0                 | 0                 | 39       | 18     | 5           | 0          |
| H. Kroth     | 22            | 0             | 4             | 0             | 1                 | 0                 | 0                 | 0                 | 23       | 0      | 4           | 0          |
| H. Linßen    | 27            | 2             | 1             | 0             | 0                 | 0                 | 0                 | 0                 | 27       | 2      | 1           | 0          |
| O. Ludwig    | 36            | 11            | 6             | 0             | 0                 | 0                 | 0                 | 0                 | 36       | 11     | 6           | 0          |
| R. Majgl     | 16            | 1             | 2             | 0             | 0                 | 0                 | 0                 | 0                 | 16       | 1      | 2           | 0          |
| K. Mödrath   | 30            | 16            | 3             | 1             | 1                 | 0                 | 0                 | 0                 | 31       | 16     | 3           | 1          |
| W. Müller    | 26            | 4             | 1             | 0             | 1                 | 0                 | 0                 | 0                 | 27       | 4      | 1           | 0          |
| F. Otters    | 27            | 1             | 4             | 0             | 1                 | 0                 | 0                 | 0                 | 28       | 1      | 4           | 0          |
| F. Pauly     | 38            | 0             | 0             | 0             | 1                 | 0                 | 0                 | 0                 | 39       | 0      | 0           | 0          |
| L. Wesseler  | 13            | 1             | 1             | 0             | 0                 | 0                 | 0                 | 0                 | 13       | 1      | 1           | 0          |